# 中國愛樂樂團
中国爱乐乐团是国家广播电视总局直属正局级事业单位，国家一级演出团体，由中央广播电视总台负责管理。

## 历史
2000年5月25日，由原中国广播交响乐团、艺术总监余隆为班底，于中国北京成立一支管弦乐团。同年12月16日，由艺术总监余隆担纲乐团指挥的工作，完成乐团的首次演出。他们首次的演出包含了菲利普·格拉斯的大提琴协奏曲（世界首演），以及杜鸣心所作的管弦乐京剧杨门女将（世界首演）。
2001年，中国爱乐乐团赴台湾演出。
2002年，乐团前往日本及韩国演出。
2005年，乐团一共访问了25个城市、7个欧洲及北美国家。波兰著名作曲家克里斯托弗·潘德列茨基是中国爱乐乐团的首席客座指挥。中国爱乐乐团曾与诸多中国大陆指挥家以及夏尔·迪图瓦、杰纳迪·罗日杰斯特文斯基、艾度·迪华特、克里斯托弗·埃申巴赫、克劳斯·韦瑟、马克·埃尔德、斯蒂凡·德内夫等国外指挥家以及伊扎克·帕尔曼、马友友、张永宙、米哈伊尔·普雷特涅夫、鲁道夫·布赫宾德、萨宾娜·梅耶、平卡斯·祖克曼、芮妮·弗莱明、安琪拉·基柯基沃、普拉西多·多明哥等独奏家及歌唱家在音乐季中进行过合作。中国爱乐乐团完成过多部作品的世界首演及中国大陆首演，包括菲利普·格拉斯的大提琴协奏曲、潘德列茨基第八交响曲《无常之歌》等作品的世界首演，古斯塔夫·马勒第八交响曲《千人》、理查德·瓦格纳歌剧《特里斯坦与伊索尔德》等作品的中国大陆首演。
2018年，在北京工人体育场东门南侧区域，由中广电广播电影电视设计研究院、马岩松主持的MAD建筑事务所、北京市弘都城市规划建筑设计院联合设计的“中国爱乐乐团音乐厅”开始开工建设 。這地方也是中国爱乐乐团的團址。
2019年11月，在法国总统马克龙访华期间，乐团与法国广播电台签署了为期三年的合作关系谅解备忘录。

## 主要成员
- 党委书记：陈玉玺
- 团长：李南
- 艺术总监兼首席指挥：余隆
- 常任指挥：夏小汤（兼团长助理）、黄屹
- 助理指挥：俞极

## 外部連結
- 中國愛樂樂團（页面存档备份，存于）